# Rhodometra incarnaria
Rhodometra incarnaria là một loài bướm đêm trong họ Geometridae.